# 小行星1433
小行星1433（1433 Geramtina）是一颗围绕太阳公转的小行星。1937年10月30日，歐仁·約瑟夫·德爾波特在于克勒发现了此天体。
該小行星以瑞典天文學家鮑爾·阿斯普林德（Bror Asplind）的姐妹命名。
这颗小行星的绝对星等为94.26873等。